# Sal bento
O sal bento tem sido usado de várias formas ao longo da história do Cristianismo. Entre os primeiros cristãos, a degustação do sal bento frequentemente acontecia junto com o batismo. No século IV, Agostinho de Hipona chamou essas práticas de "formas visíveis da graça invisível". No entanto, seu uso moderno como sacramental permanece limitado principalmente ao uso com água benta na Comunhão Anglicana e na Igreja Católica Romana.

## História
No Antigo Testamento, em 2 Samuel 8:13:KJV, "Davi matou 18.000 edomitas no Vale do Sal". Além disso, 2 Reis 2:19-22:KJV "conta a história do profeta Eliseu derramando sal nas fontes de água de Jericó."
Durante séculos, desde o advento de Jesus, o sal que havia sido purificado e santificado por exorcismos e orações especiais era dado aos catecúmenos antes de entrar na igreja para o batismo. Segundo o cânon quinto do III Concílio de Cartago no século III, o sal era administrado aos catecúmenos várias vezes ao ano, processo atestado por Agostinho de Hipona (Confissões I.11). Dois ritos específicos, a saber, uma cruz traçada na testa e uma prova de sal bento, não apenas marcavam a entrada no catecumenato, mas eram repetidos regularmente. Segundo seu próprio relato, Agostinho era "abençoado regularmente com o Sinal da Cruz e temperado com o sal de Deus".
No início do século VI, João, o Diácono, também explicou o uso do sal bento, "para que a mente que está encharcada e enfraquecida pelas ondas deste mundo seja mantida firme". O sal continuou a ser usado habitualmente durante os escrutínios dos catecúmenos ou o batismo de crianças.

## Uso atual
Nos últimos tempos, o uso do sal abençoado é encontrado em algumas liturgias católicas e anglicanas do Santo Batismo, e na bênção da água benta, às vezes chamada de água lustral. O Missal Anglicano, usado por alguns anglo-católicos, em The Order of Blessing Water, inclui uma tradução para o inglês de orações tradicionais para o exorcismo e bênção do sal. A Coleta diz:

Almighty and everlasting God, we humbly beseech thy infinite goodness, that thou wouldest vouchsafe of thy mercy to ble+ss and sanct+ify this thy creature of salt, which thou hast bestowed for the necessities of mankind: let it be profitable for all them that receive it for their healing both in body and soul: and grant that all such things as are touched or sprinkled with the same may be delivered from all uncleanliness, and defended against the assaults of all spiritual wickedness. Through Jesus Christ our Lord. Amen.
Na seção sobre Ofícios ocasionais do Livro de Oração Comum, a seguinte oração, feita sob o rito da Bênção da Água Benta, é dita antes da água benta ser abençoada e "o sal é colocado na água em forma de cruz":

Almighty and everlasting God, you have created salt for the use of man, we ask you to bless this salt and grant that wherever it is sprinkled and whatever is touched by it may be set free from all impurity and the attacks of Satan; through Jesus Christ our Lord. Amen.
O Rito Romano da Igreja Católica também menciona o uso de sal abençoado. O Rituale Romanum de 1962 inclui o sal como componente em três ritos:
- Batismo: Antes dos candidatos entrarem na igreja ou batistério, o sal é benzido com um exorcismo, podendo-se colocar uma pitada na boca dos candidatos.[11] No entanto, na prática moderna, isso pode ser ignorado.
- Reconsagração de um altar: Em um rito para a reconsagração de um altar que foi perturbado, o sal é exorcizado, abençoado e misturado com cinzas, água e vinho, sendo a mistura resultante usada para fazer a argamassa com a qual o altar é selado novamente.[12]
- Bênção da água benta: O sal é adicionado à água em silêncio após uma oração em que Deus é convidado a abençoar o sal, lembrando o sal abençoado "espalhado sobre a água pelo profeta Eliseu" e invocando os poderes protetores do sal e da água, que eles pode "afastar o poder do mal".[13]

Um rito adicional prevê a bênção do sal para os animais.

### Sal como sacramental
O sal também pode ser abençoado para uso como sacramental, usando a mesma oração usada durante a preparação da água benta. Este sal pode ser aspergido em uma sala, ou em um limiar, ou em outros lugares como uma invocação de proteção divina. Isso manterá os demônios e as pessoas possuídas longe de uma casa e cruzando uma linha feita de sal. Também pode ser consumido.